# 全国学校総覧
全国学校総覧（ぜんこくがっこうそうらん）とは教育に関する出版物のことである。

## 概要等
- 日本にある学校教育施設の大学院・大学・短期大学・通信制大学院・短期大学・高等専門学校・高等学校・通信制高等学校・中等教育学校・中学校・義務教育学校・小学校・幼稚園・特別支援学校・専修学校・各種学校、あるいは文部科学省所管外の省庁大学校の一部が掲載されている。昭和30年度版より文部省（現・文部科学省）監修でほぼ毎年出版されている。その年に存在していた諸学校について調べるのに重要な手がかりとなる。大手の図書館に所蔵されている。
- 1950年に文教協会により発行された『全国学校総鑑』を踏襲しており、1955年（昭和30年）・昭和34年～昭和46年度までは、それぞれ東京教育研究所にて発行されていた。
- ほか、昭和46年度より各種学校版および沖縄版も付記されるようになり、この書を含めて翌年度の昭和47年度版より原書房にて発行されるようになった。
- 発行されている月は概ね10月で、当初は昭和30年度版ではその年の4月、34年度版では同年3月、36年度および37年度版ではそれぞれ同年2月、38年度版より前年の11月発行と新しくなるにつれてその年度版の前年に発行されるようになっている。
- 1955年度は、1954年度におけるデータ（いまとは違い5月1日時点に基づくデータであったかどうかは定かではない）、1958年度版からは現在までは、その前年度の5月1日時点でのデータをもとに作成されている。すなわち、例えば2012年度5月1日時点でのデータならば、その翌年の2013年度版として発行されることになる。
- 発行当初の1955年度版に関しては、小学校・中学校・高等学校・大学・短期大学・専門学校という順番で掲載され、縦書きで漢数字が用いられていたが、1959年度版からは、横書きでアラビア数字が用いられるようになっている。
- 2001年版～2003年度版までは、私立版と国公立版とに分かれて発行された。
- 2004年版からは、それらを統合し、拡充されたサイズで発行されている。従来掲載されなかった、fax番号も掲載されるようになった。
- 2001年版から、大学・短期大学については旧来記載されていた学生数が記載されなくなり、代わって入学定員が記載されるようになっている。その年度もしくはそれ以前に募集を停止している学部・学科については「-」で表記されるようになった。